# 纳贡毕力格
纳贡毕力格（1964年—）， 蒙古族，内蒙古鄂尔多斯市鄂托克前旗人，北京中医药大学医学博士，内蒙古医科大学硕士研究生导师，内蒙古自治区国医大师苏荣扎布教授学术继承人，“蒙医心身互动疗法”與該學科的奠基人。

## 生平
纳贡毕力格於1964年在內蒙古鄂托克前旗出生，後於1987年获内蒙古民族大学医学学士学位，2003年获得内蒙古医科大学医学硕士学位，2016年获得北京中医药大学医学博士学位。曾于2001年至2002年在北京大学研究生院参加应用心理学研究生班课程，于2016年至2018年在北京大学哲学系参加高级专门人才班佛教学专业课程。
纳贡毕力格从事蒙医临床工作25年，以传统医学為基础创立了蒙医心身互动疗法。2010年前往内蒙古自治区国际蒙医医院工作，创建了首個蒙医心身医学科，2015年组建蒙医心身医学联盟，近年来先后在北京、上海、浙江等省市以及新加坡成立了“蒙医慢病康复指导健康教育中心”。

## 學術與科研成果
纳贡毕力格出版了包括《蒙医心身医学》、《蒙医心身互动疗法》、《心灵甘露》等22部专著，并发表了多篇科研论文，拥有一项国家专利。作为学科带头人，纳贡毕力格已完成中國国家临床重点专科等4项学科建设任务與多项科研课题；
纳贡毕力格曾应邀参加联合国人居署举办的高峰论坛，并在美国石溪大学、俄罗斯、日本、新加坡、蒙古国等地进行学术交流。

## 主要荣誉
纳贡毕力格曾荣获“全国卫生系统先进工作者”、“全国优秀科技工作者”、“全国中医药系统创先争优活动先进个人”、“全国中医文化建设工作先进个人”等獎項。他的代表作《蒙医身心健康学概论》曾获中国民族医药学会首届科学技术奖励大会学术著作一等奖，“蒙医心身医学整体健康互动疗法应用研究”课题获内蒙古自治区科学进步二等奖。